# Логанов рат: У име части
Логанов рат: У име части (енгл. Logan's War: Bound by Honor) је амерички акциони филм из 1998. године са Еди Цибријаном и Чаком Норисом у главној улози. Овај филм је прављен искључиво за телевизију.

## Улоге
| Глумац        | Улога                 |
| ------------- | --------------------- |
| Еди Цибријан  | Логан Фалон           |
| Чак Норис     | Џејк Фалон            |
| Џо Спано      | ФБИ Агент Џон Даунинг |
| Р.Д. Кол      | Алберт Тагорно        |
| Џеф Кобер     | Сал Меркадо           |
| Џејмс Гемон   | Бен                   |
| Вини Курто    | Џони                  |
| Девон Мајкл   | Џеси Риџвеј           |
| Грег Кин      | Чики Бруно            |
| Ентони Короне | Мајк Фафино           |